# Żona czy sekretarka
Żona czy sekretarka – amerykańska komedia romantyczna z 1936 roku w reżyserii Clarence’a Browna.

## Treść
Żona majętnego wydawcy podejrzewa go o romans z inną kobietą.

## Obsada
- Clark Gable – Van 'V.S.'/'Jake' Stanhope
- Jean Harlow – Helen 'Whitey' Wilson
- Myrna Loy – Linda Stanhope
- May Robson – Mimi Stanhope
- George Barbier – J.D. Underwood
- James Stewart – Dave
- Aileen Pringle